# Papa Costantino
Costantino (Siria, 664 – Roma, 9 aprile 715) è stato l'88º papa della Chiesa cattolica dal 708 fino alla sua morte.

## Biografia
Siriaco di nascita, come il suo predecessore, venne consacrato papa il 25 marzo 708.
Riconquistato il trono da tre anni, l'imperatore Giustiniano II ritenne maturi i tempi per sfogare la sua vendetta su Ravenna, capitale dell'Esarcato d'Italia, la cui milizia era accorsa per ben due volte a difesa dei diritti dei papi Sergio I e Giovanni VI contro le iniziative di Costantinopoli. La città fu messa a ferro e fuoco, molti cittadini furono passati per le armi e un gran numero di nobili ed ecclesiastici furono trascinati in catene a Costantinopoli, dove molti dei quali furono giustiziati o mutilati e mandati in esilio.
Risolto il "problema interno" della città ribelle, l'imperatore tornò per la terza volta a occuparsi della questione dell'approvazione dei canoni del "Concilio Quinisesto" del 692, già rifiutati sia da Sergio I sia da Giovanni VI. Per sanare definitivamente i dissidi sorti tra Chiesa d'occidente e Chiesa d'oriente, l'imperatore invitò il papa a Costantinopoli. Il pontefice accettò l'invito e il 5 ottobre 710 partì. Ne approfittò l'esarca Giovanni III Rizocopo, che si precipitò a Roma e, in continuazione della vendetta perpetrata a Ravenna, fece il bello e il cattivo tempo ed eliminò molti ecclesiastici che gli si opponevano.
Ricevuto Costantino con tutti gli onori da Giustiniano II, iniziarono lunghissimi negoziati, condotti peraltro dall'arcidiacono Gregorio (futuro papa Gregorio II). L'imperatore aveva evidentemente compreso l'inutilità delle minacce e dell'uso della forza che aveva tentato prima con papa Sergio I e poi col successore Giovanni VI, ma i risultati furono gli stessi: Costantino accettò solo quelle poche disposizioni che erano già state approvate dai concili precedenti e il 24 ottobre 711, a un anno dalla partenza, rientrò a Roma.
Nel dicembre 711 Giustiniano venne assassinato in una congiura e salì al trono Filippico Bardane, che, sostenitore del monotelismo, si oppose e rigettò gli accordi del sesto concilio ecumenico di Costantinopoli del 680, in cui era stata condannata l'eresia monotelita, e inviò una professione di fede in tal senso a Roma, perché venisse accettata dal papa. Costantino la respinse e giunse a non riconoscere Filippico Bardane come imperatore, escludendo il suo nome dai documenti ufficiali. Il pontefice non era uscito dal suo ruolo di "capo del primo seggio della Chiesa universale" (così era stata definita la figura del romano pontefice al Concilio di Costantinopoli del 680-81): il suo era un atto derivante dal diritto della Chiesa di Roma a non riconoscere un imperatore eretico. 
L'esarca tentò di rafforzare la presenza bizantina a Roma; si ebbero scontri con morti e feriti, ma Costantino fu in grado di riportare la situazione alla calma. Il regno di Filippico durò comunque poco più di un anno; nel giugno 713 venne rovesciato e sostituito da Anastasio II, che si affrettò a comunicare al papa la sua adesione all'ortodossia e il riconoscimento del sesto concilio ecumenico.
Costantino morì il 9 aprile 715 e fu sepolto in San Pietro.